# Devin Townsend
Devin Garrett Townsend (též znám jako Hevy Devy nebo Devy; narozen 5. května 1972 Vancouver, Kanada) je kanadský hudebník a producent žijící v Britské Kolumbii. Jeho hlavními nástroji jsou kytara a vokály. Jeho hudba spadá do mnoha žánrů, nejobecněji se popisuje jako tzv. progressive metal s prvky industrial hudby a dalších.
Před lety mu byla diagnostikována bipolární afektivní porucha, tou však dnes již netrpí. Jeho psychický a fyzický stav se rapidně zlepšil zejména po vysazení marihuany a alkoholu.
Vystupuje se svým projektem The Devin Townsend Project a, do nedávna, se svou skupinou Strapping Young Lad, která se ovšem roku 2007 rozpadla po dvanácti letech aktivní tvorby v neměnné sestavě. Vedle Strapping Young Lad vystupoval mnoho let s projektem The Devin Townsend Band, pod jehož hlavičkou nahrál většinu svých sólových alb.

## Diskografie

### Sólová alba
- Punky Brüster – Cooked on Phonics (19. března 1996)
- Ocean Machine: Biomech (21. července 1997)
- Infinity (17. června 1998)
- Physicist  (26. června 2000)
- Terria (6. listopadu 2001)
- Devlab (4. prosince 2004)
- The Hummer (15. listopadu 2006)
- Ziltoid the Omniscient (27. května 2007)
- Z2: Dark Matters (27. října 2014)
- Empath (29. března, 2019)
- The Puzzle (3. prosince, 2021)
- Snuggles (3. prosince, 2021)

- Lightwork (28. října, 2022)